# Restaurálás (könyv)
A könyv- és papírrestaurálás célja a tárgyat (papír vagy pergamenalapú műveket) eredeti állapotába visszaállítani,
azaz hiányait, csonkulásait és egyéb károsodásait megjavítani, kipótolni; a mű technikai, történeti, esztétikai szempontjainak 
figyelembe vételével.

## Restaurátor
A könyv- és papírrestaurátor minden olyan dokumentum restaurálásával foglalkozik, amelynek alapja pergamen vagy papír. Ebbe akár beletartozhatnak a papír lámpaburák, papírdobozok is.  Mivel ezek gyakran más anyagból készült kiegészítő elemeket is tartalmazhatnak, pl. a kódexeken lehetnek fémből készült kapcsok, veretek, ezek javításához szintén értenie kell a restaurátornak. A régi okleveleken található viaszpecsétek javítása is az ő feladata. De foglalkoznia kell fa, bőr, csont, textília, és sok más anyaggal, melyek előfordulhatnak pl. egy könyv kötésén.

## Előírások, szabályok
Az egyik legfontosabb alapelv  a korhűség, vagyis a mű eredetiségének szigorú megtartása. Tehát szebbé sem szabad varázsolni, mint amilyen eredetileg volt! Ezért a restaurátornak tisztában kell lennie, hogy mely korokban milyen papírt, milyen stílusú díszítést használtak, a történelmi korok kötésfajtáit, a használt anyagokat, stb. Ettől eltérni szigorúan tilos!
A másik fontos előírás a visszafordíthatóság elve. Ez azt jelenti, hogy a restaurátornak olyan anyagokat kell használnia a javításhoz és megerősítéshez, amelyek bármikor eltávolíthatóak. 
A hiányzó szövegrészletek fénymásolattal való kiegészítése tilos.  A kézzel merített papírok javítására a restaurátor általában egy árnyalattal eltérő színű, de hasonló jellegű és struktúrájú papírt használ, hogy a csalás látszatát is elkerülje. Félreérthetetlenné kell tennie, hogy a könyvön mi az eredeti és mi a pótlás.
A vereteknél is hasonló a helyzet. Ez esetben általában olyan vereteket készítenek a pótláshoz, amelyek követik az eredeti vonalait, de a mintázat nincs rajtuk.
A könyvben talált kézzel írt bejegyzéseket mindig meg kell őrizni, hiszen ezeket nem lehet pótolni. Ugyanez vonatkozik az ex librisekre is.
A restaurátornak minden kicserélt, leesett, fel nem használt eredeti darabot el kell tennie és a könyvhöz mellékelnie.
A könyvtestet körülvágni tilos, ehelyett enyhe csiszolást szoktak alkalmazni.

## Munkafolyamatok
Kollacionálás: A munka a kollacionálással, vagyis a mű teljességének megállapításával kezdődik. Ez a mű adatai, szerkezete alapján, illetve különböző bibliográfiák segítségével történhet. Mivel a hiányok sokszor nem láthatók rögtön, ezért fontos az alapos vizsgálat. A bibliográfiák segítségére leginkább a címlap nélküli könyvek beazonosításánál van szükség, de a meglévő adatokat is érdemes összevetni egy–egy jegyzékkel.
Restaurálási dokumentáció:  A restaurátor restaurálási dokumentációt készít, amelyben leírja a restaurálási (átvételi) állapotot, az anyagvizsgálatok eredményét, az elvégzett kezeléseket, beavatkozásokat, a használt anyagokat és vegyszereket, valamint feltünteti a szükséges és elvégzett beavatkozásokat, és mellékel minden leesett,  talált vagy fel nem használt alkotórészt.
Szétszedés: A könyv szétszedése az eredeti fűzés felbontásával és az ívek különválasztásával. Egy űrlapra rávezetik az ívek közötti kapcsolatot és a fűzés típusát. A munkafolyamatok elvégzése után a szétszedett könyv íveit újra össze kell állítani.
Portalanítás: száraz tisztítás általában ecsettel, radírral (radírpor), szikével.
Alapos vizsgálat: Kezelés előtt vizsgálatokat kell végezni, melyek során megállapítják, milyen kezelésmód alkalmazása szükséges.
Fertőtlenítés: főleg penészes köteteknél szükséges, alkohollal vagy penészölő oldattal. Ha szükséges, akár helyi kezeléssel kell eltüntetni az esetleg fertőző foltokat.
Színes anyagok védelme: nedves kezelések előtt szükséges lehet. Ehhez ragasztóanyagokat, párolgó szénhidrogént vagy olyan anyagot használnak, amely a színes anyaggal vízben kevéssé oldódó együttest képez, megvédve a károsodástól.
Savak eltávolítása: A papírban vagy tintában felhalmozódott savak egy részét mosással lehet eltávolítani, a többit pedig lúgos anyaggal kell semlegesíteni úgy, hogy a képződött só a későbbiekben meggátolja az újrasavasodást. Már léteznek tömeges savtalanító eljárások is.
Lapok megerősítése, javítása: A meggyengült papírt vagy pergament híg ragasztóanyag oldatával bizonyos mértékig meg lehet erősíteni. A lapok komolyabb megerősítése egy másik réteggel és ragasztóval (kasírozás) vagy műanyag fóliával (laminálás) történhet. Papírjavítás megfelelő anyagú papírral, papíröntéssel végezhető, úgy, hogy látható legyen, mi az eredeti és mi a pótlás.
Kötés javítása:  Ha az eredeti kötésből nem maradt semmi, általában puha pergamen vagy papírkötésbe újrafűzik a könyvet. Nem lehet olyan kötést készíteni, mint az eredeti volt, ha nincs róla információ, hogy milyen volt.

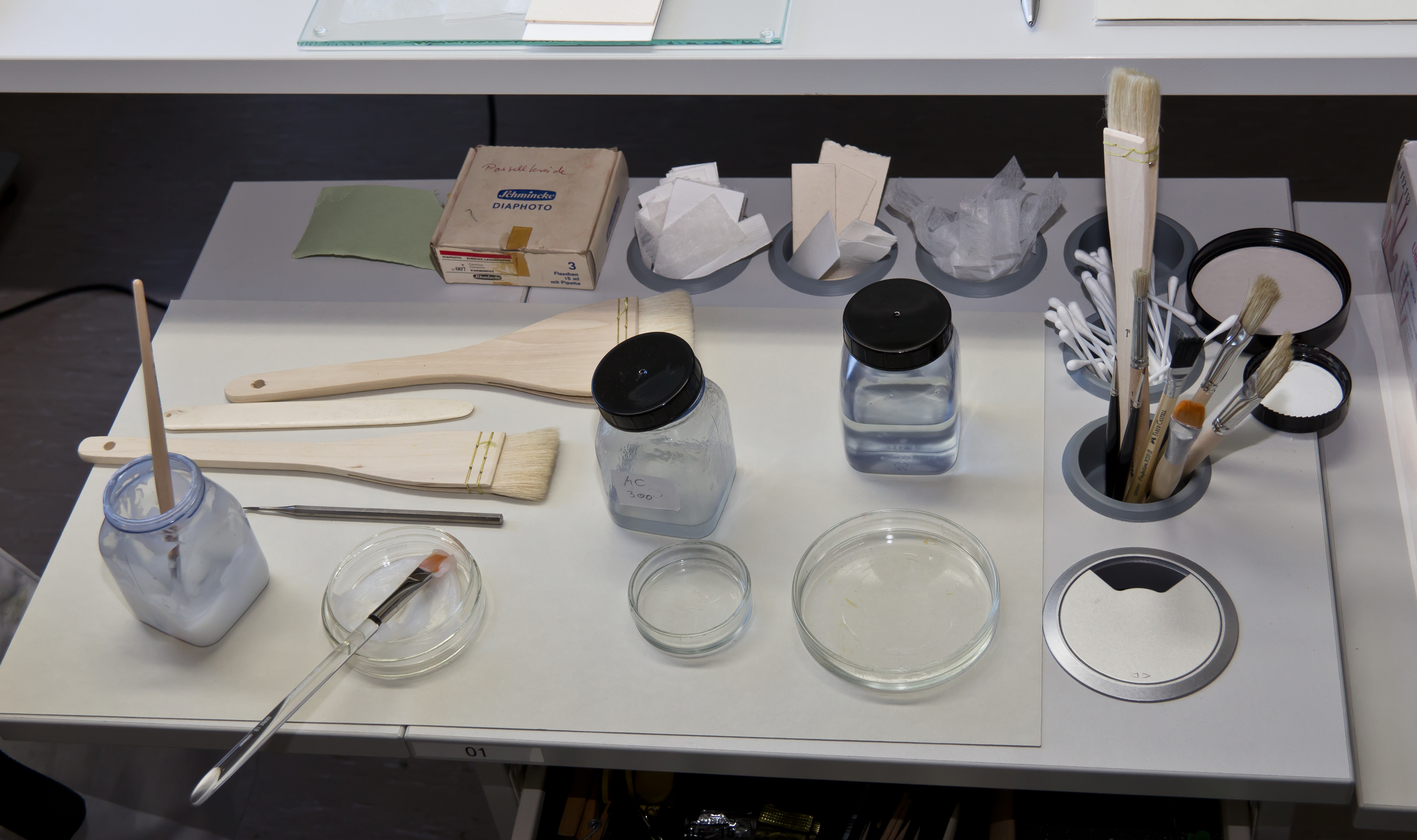
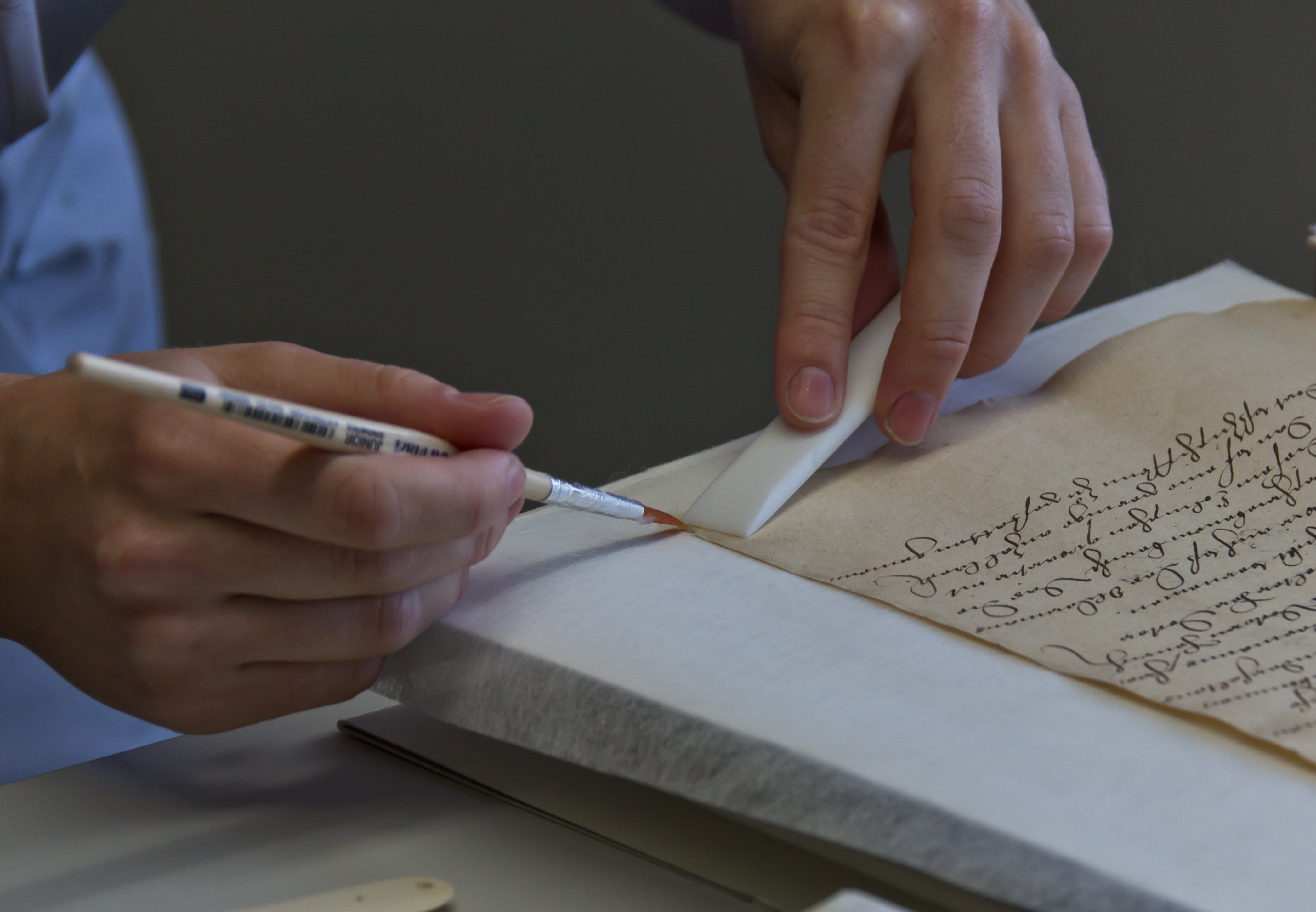
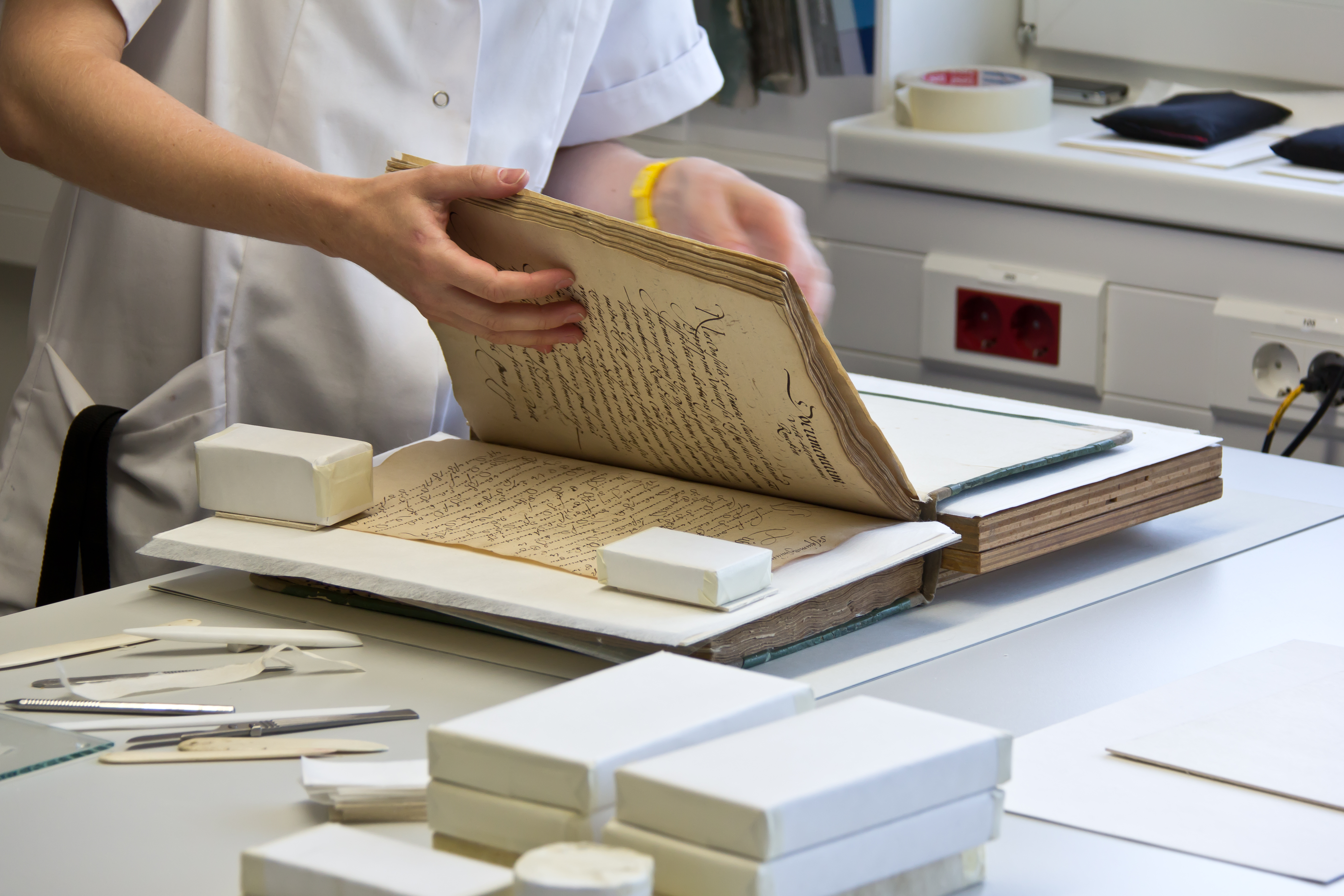
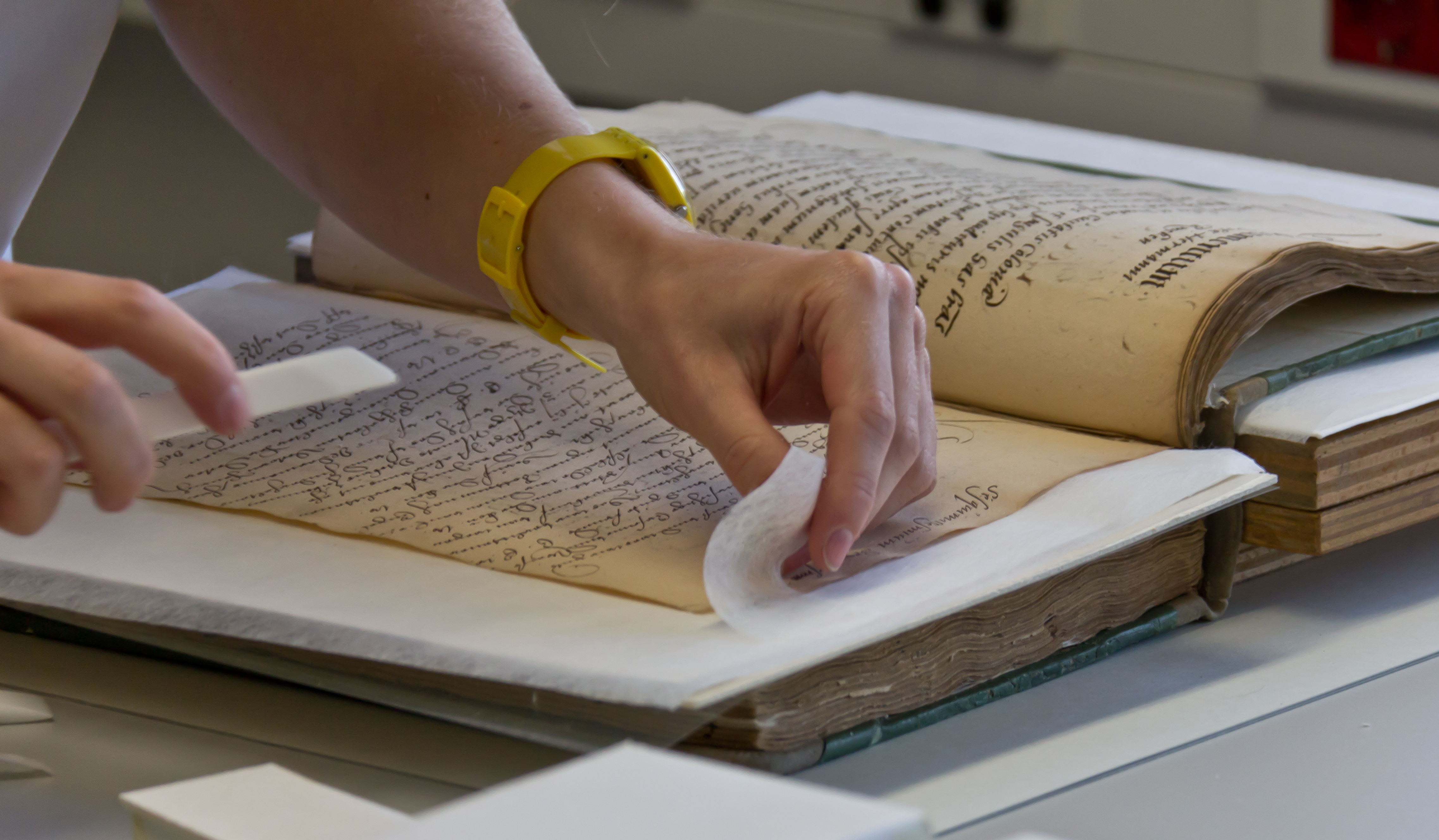